# Sekundærrute 419
De Sekundærrute 419 is een secundaire weg in Denemarken. De weg loopt van Skærbæk via Højer naar Tønder. De Sekundærrute 419 loopt door Zuid-Denemarken en is ongeveer 38 kilometer lang.